# Metralha (munição)

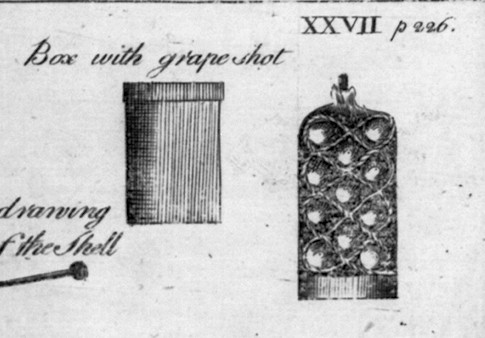
Ilustração de uma metralha com vista em corte

Metralha de um tipo de munição de artilharia que consiste em uma coleção de pelouros de menor calibre embalados em arranjos geométricos apertados em uma bolsa de lona e separados da carga de pólvora por uma bucha de metal, em vez de ser um único projétil sólido.

## Visão geral
Quando montado, a metralha lembra um cacho de uvas, daí seu nome em inglês grapeshot. Foram usados tanto em artilharia terrestre quanto naval. Ao disparar, o invólucro de lona se desintegra e as balas contidas espalham-se pelo cano, dando um efeito balístico semelhante a uma escopeta gigante.
Metralhas foram devastadoramente eficazes contra infantaria em massa em curto alcance e foram usados contra infantaria em massa em médio alcance. O tiro sólido foi usado em um alcance maior e o canister em um menor. Quando usada na guerra naval, a metralha servia a um propósito duplo. Primeiro, ele continuou seu papel como um projétil antipessoal. No entanto, o efeito foi diminuído devido a uma grande parte da tripulação estar abaixo do convés e ao acréscimo de grades em suportes de ferro com o objetivo de desacelerar ou impedir balas menores. Em segundo lugar, a bala foi fundida grande o suficiente para cortar cordames, destruir vergas e blocos e perfurar várias velas.
A metralha ("canister shot"), também conhecido como "case shot", disparou um grande número de projéteis menores embalados livremente em um recipiente de latão ou lata, possivelmente guiados por um sabot de madeira. A última cápsula de estilhaços continha projéteis igualmente menores e usava uma carga de estouro cronometrada para expelir esses projéteis da frente do recipiente.
Langrage é a designação de um tipo de munição improvisada que usa elos de corrente, pregos, cacos de vidro, pedras ou outros objetos semelhantes aos projéteis. Embora o langrage possa ser feito de maneira barata, sua balística é inferior às esferas de metal.

## Galeria

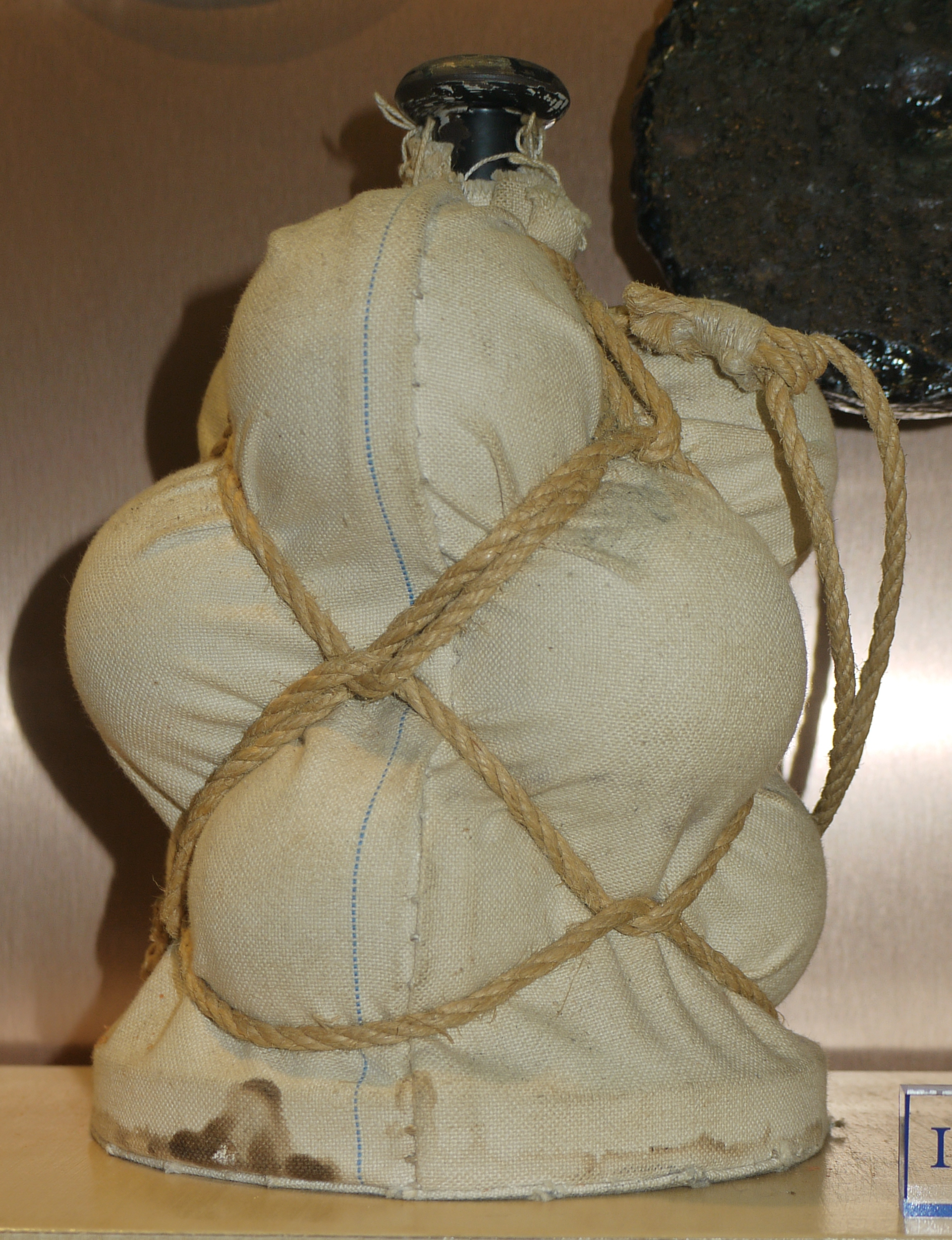
Um exemplar de metralha
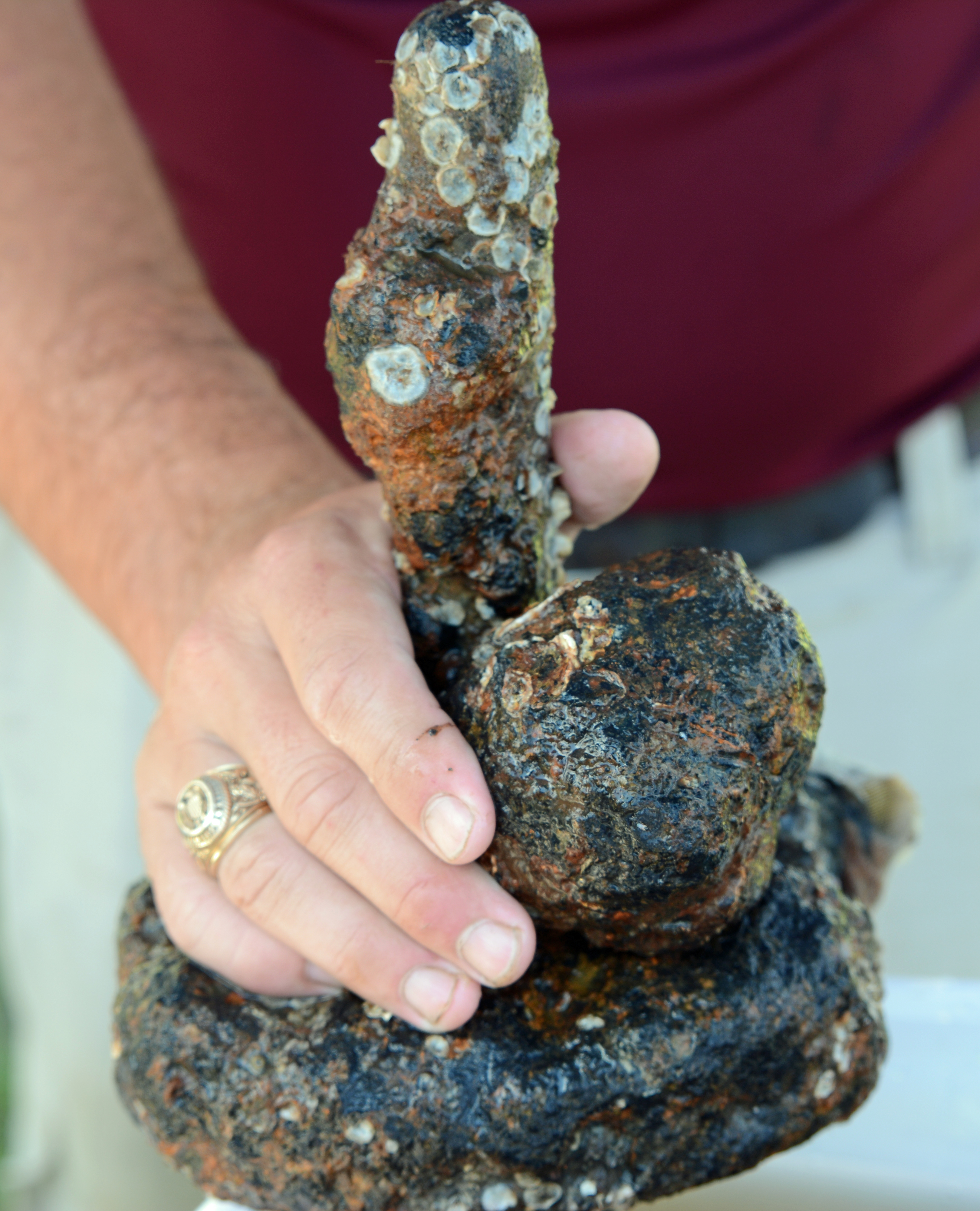
Uma metralha recuperado do naufrágio do CSS Georgia em 2015
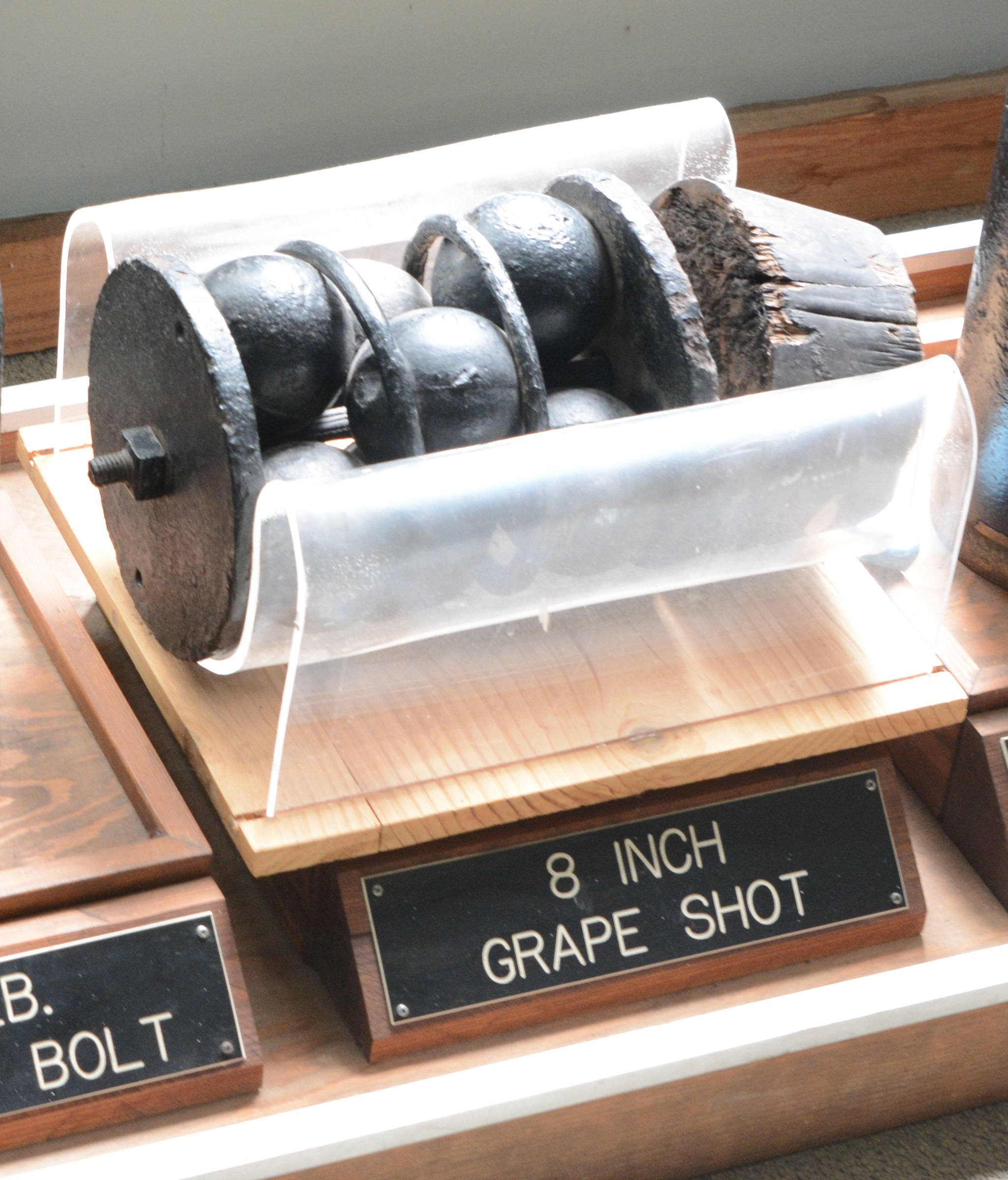
Um exemplar em corte da metralha